# Beith
Beith is een plaats in de Garnock Valley, in het Schotse bestuurlijke gebied North Ayrshire, op ongeveer 30 kilometer van Glasgow. Beith had in 2020 ongeveer 6.000 inwoners.

## Bezienswaardigheden
- Beith Auld Kirk, kerk uit 1593
- Beith Townhouse, gebouwd in 1817
- Beith Parish Churches: Beith High Church en Beith Trinity Church
- Church of Our Lady of Perpetual Succour
- Scapa Cottage
- Kilbirnie Loch
- Spier's School
- Geilsland House
- Crummock House
- Court Hill
- Boghall Loch
- Beith Rocking Stone
- Willowyards

## Transport
Er waren vroeger twee spoorwegstations: Beith North en Beith Town. Beith North werd in 1951 gesloten en elf jaar later volgde in 1962 het station Beith Town. Tegenwoordig is het dichtstbijzijnde station op 3 kilometer afstand het station Glengarnock. Dit station ligt aan de Ayrshire Coast Line naar Glasgow, Largs en Ayr.
Beith ligt aan de A737, die met een bypass rond de plaats gaat. De A737 verbindt Beith met Dalry en Kilwinning in het zuiden en Johnstone, Linwood en Paisley in het noorden. 

## Geboren
- Alexander Montgomerie (1550-1598), dichter
- Henry Faulds (1843-1930), dokter en ontdekker forensisch gebruik van dactyloscopie

## Galerij

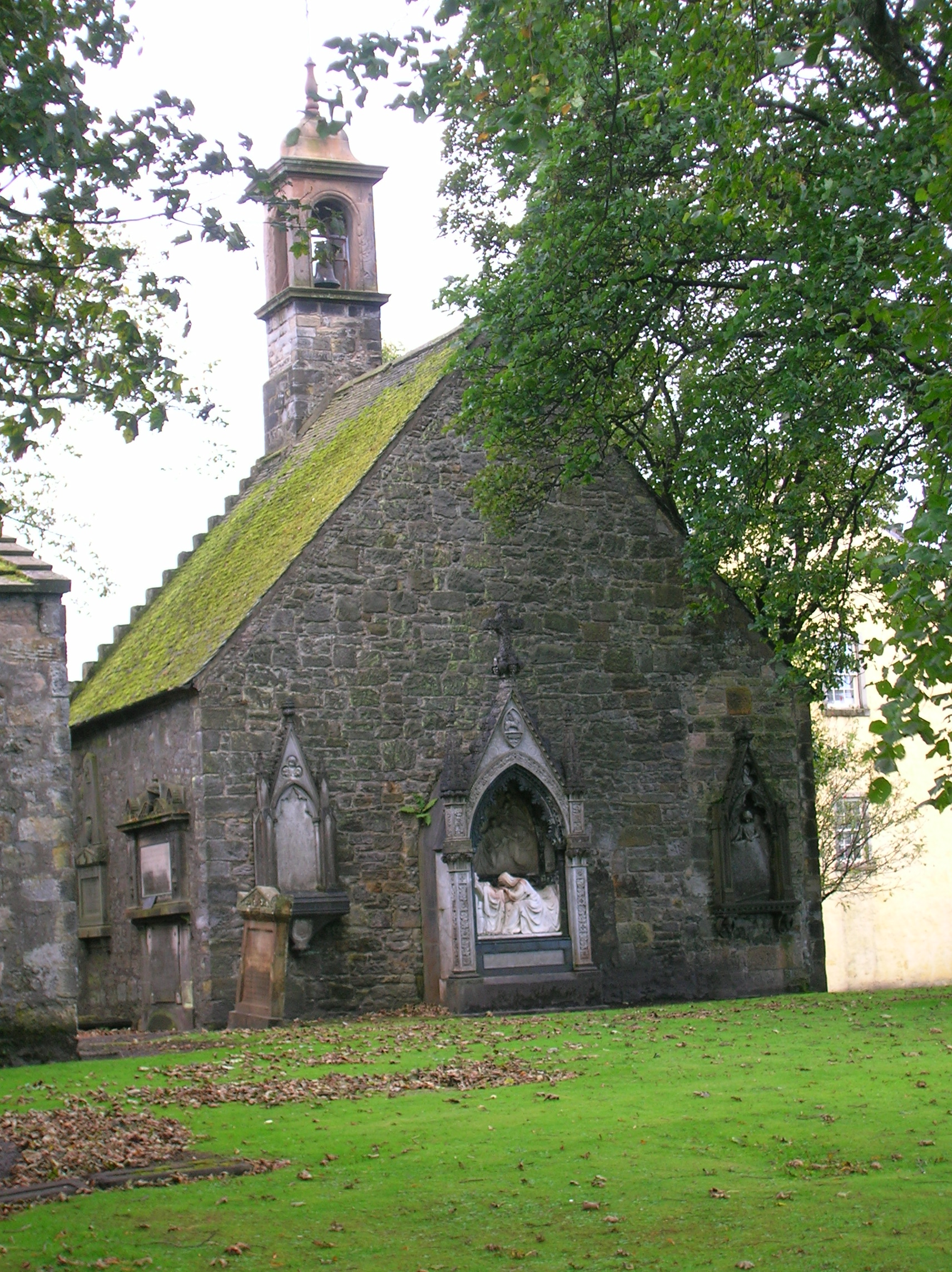
Beith Auld Kirk
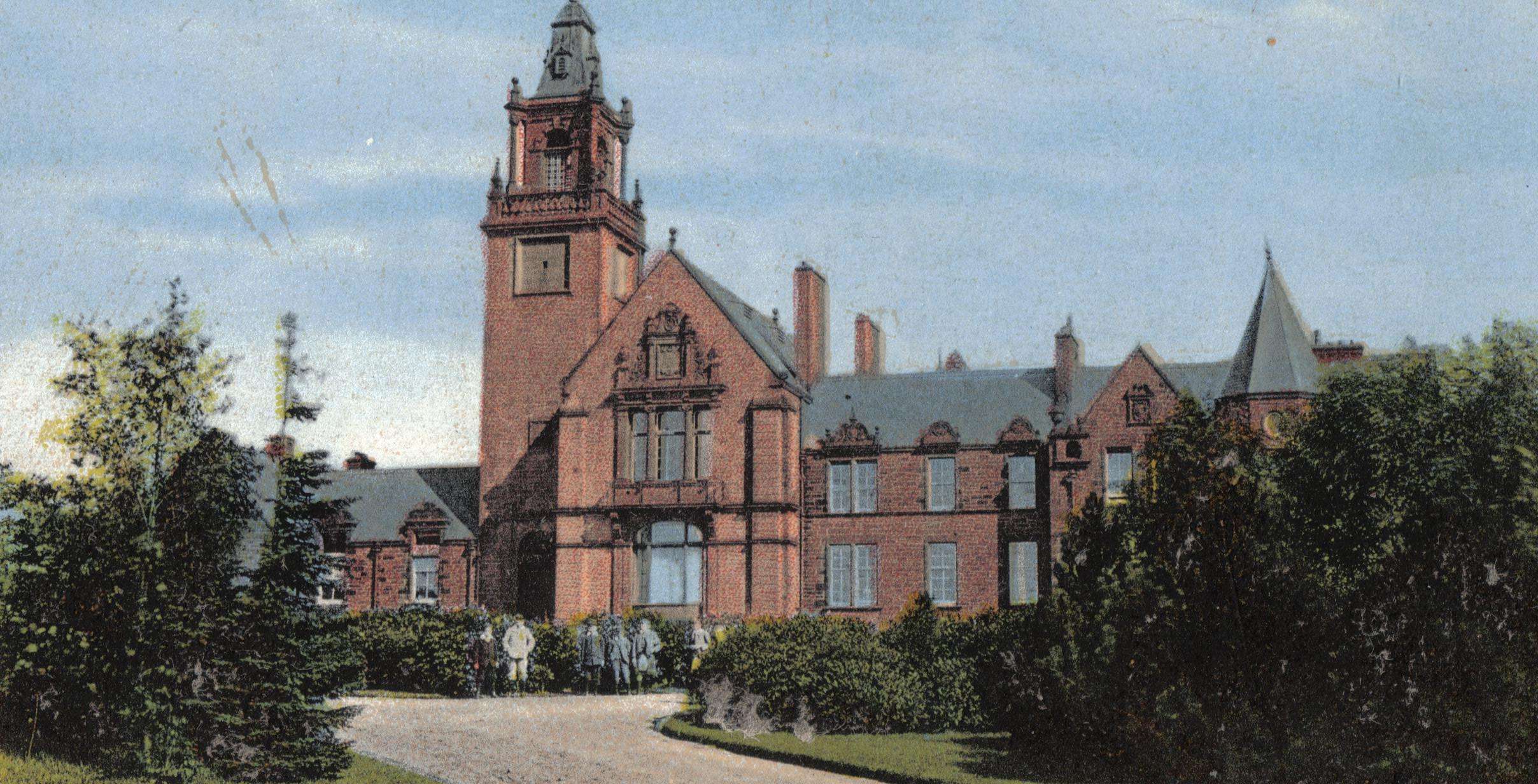
Spier's School
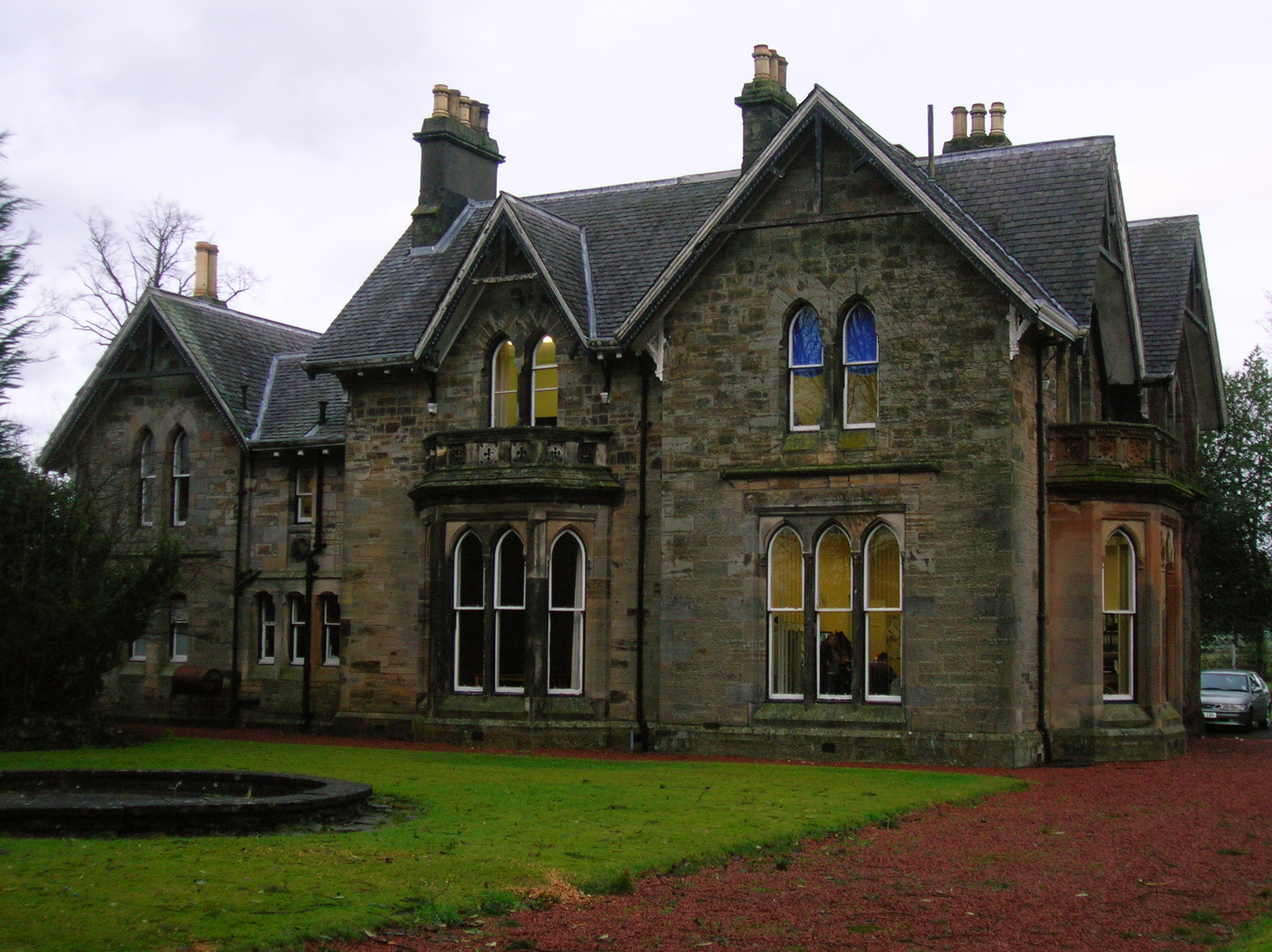
Geilsland House
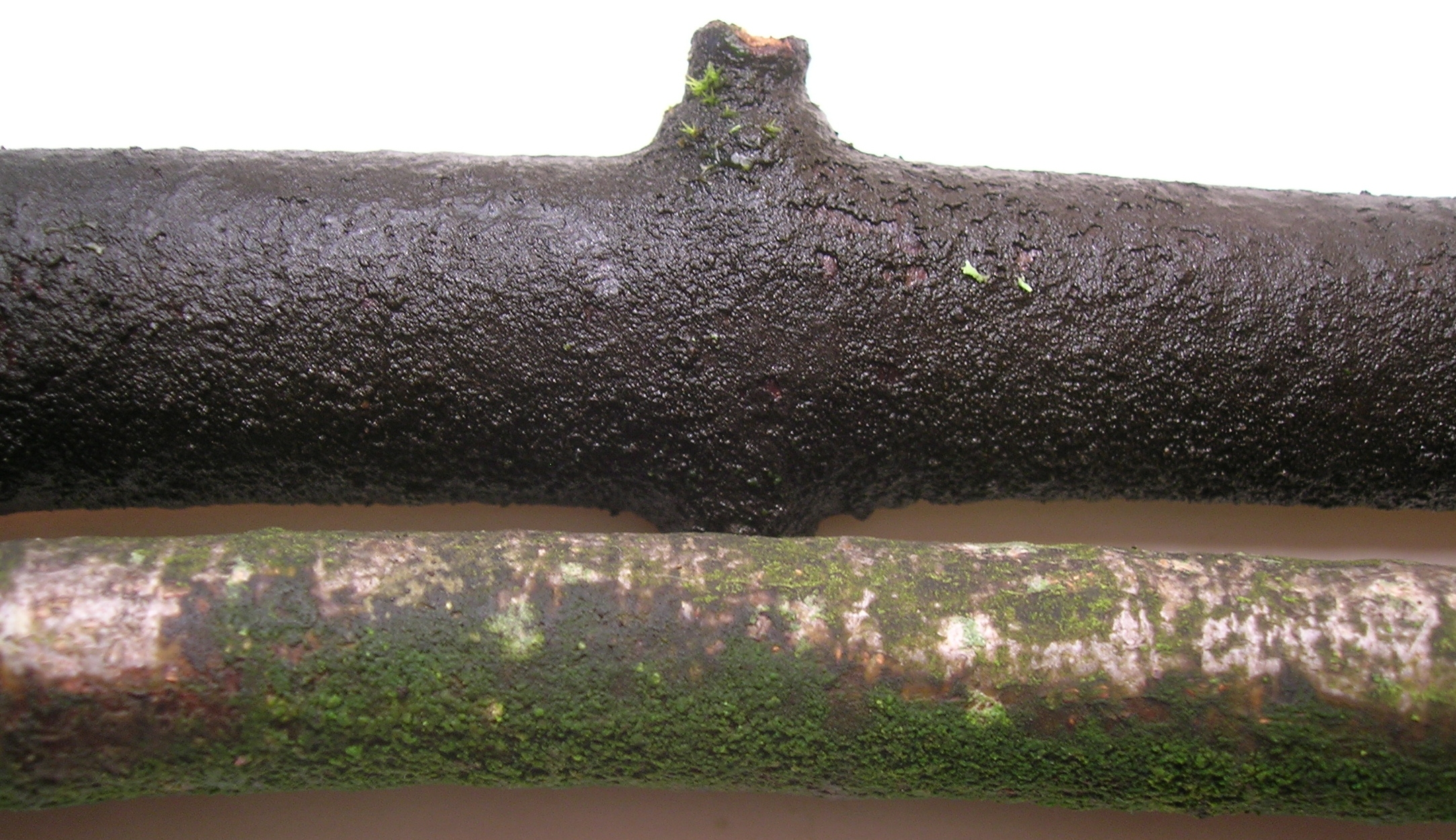
Willowyards
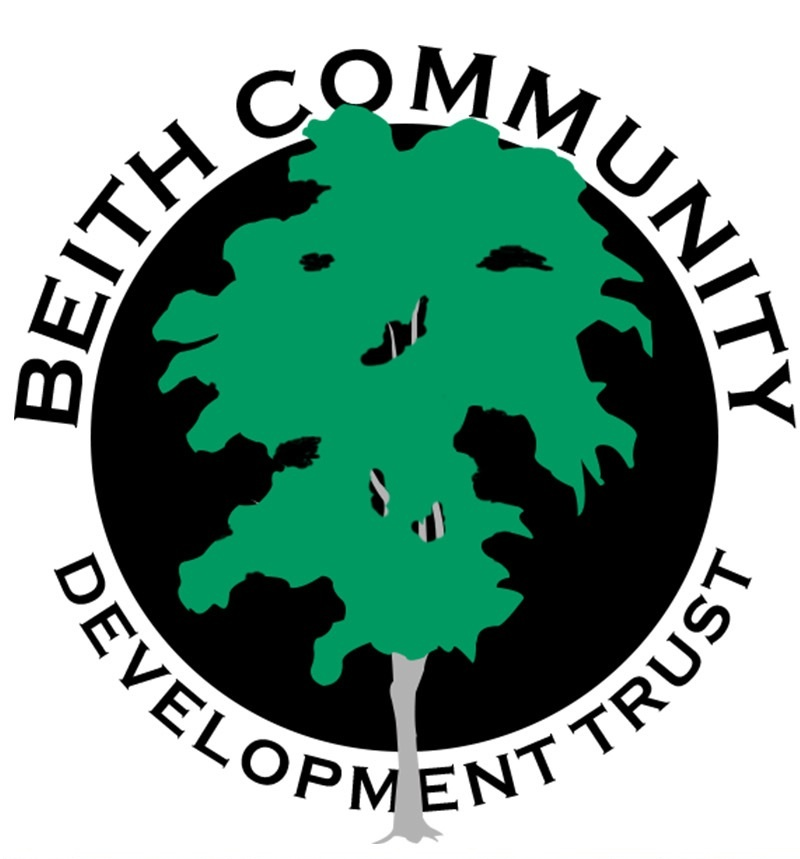
Beith Community Development Trust
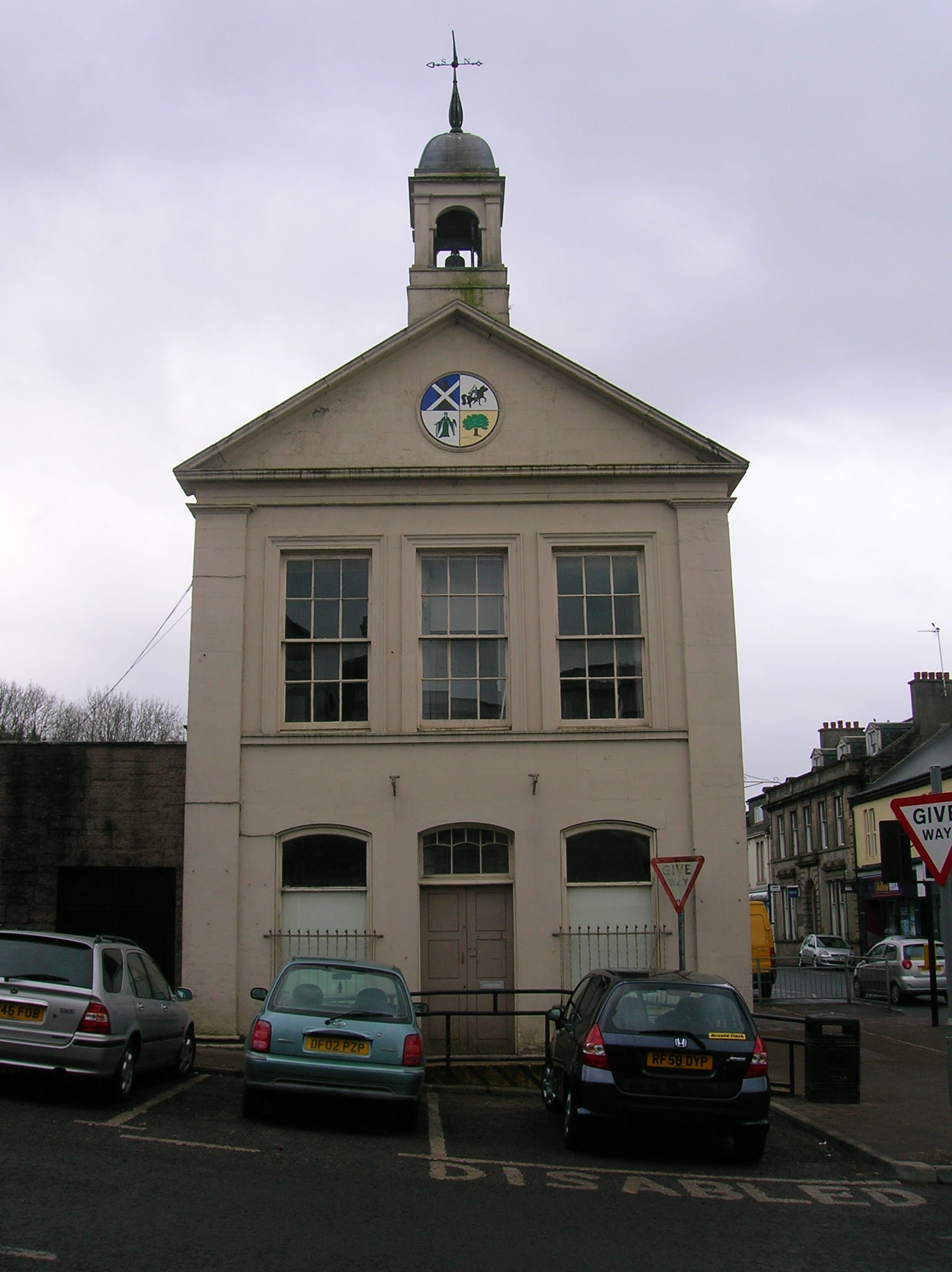
Beith Townhouse
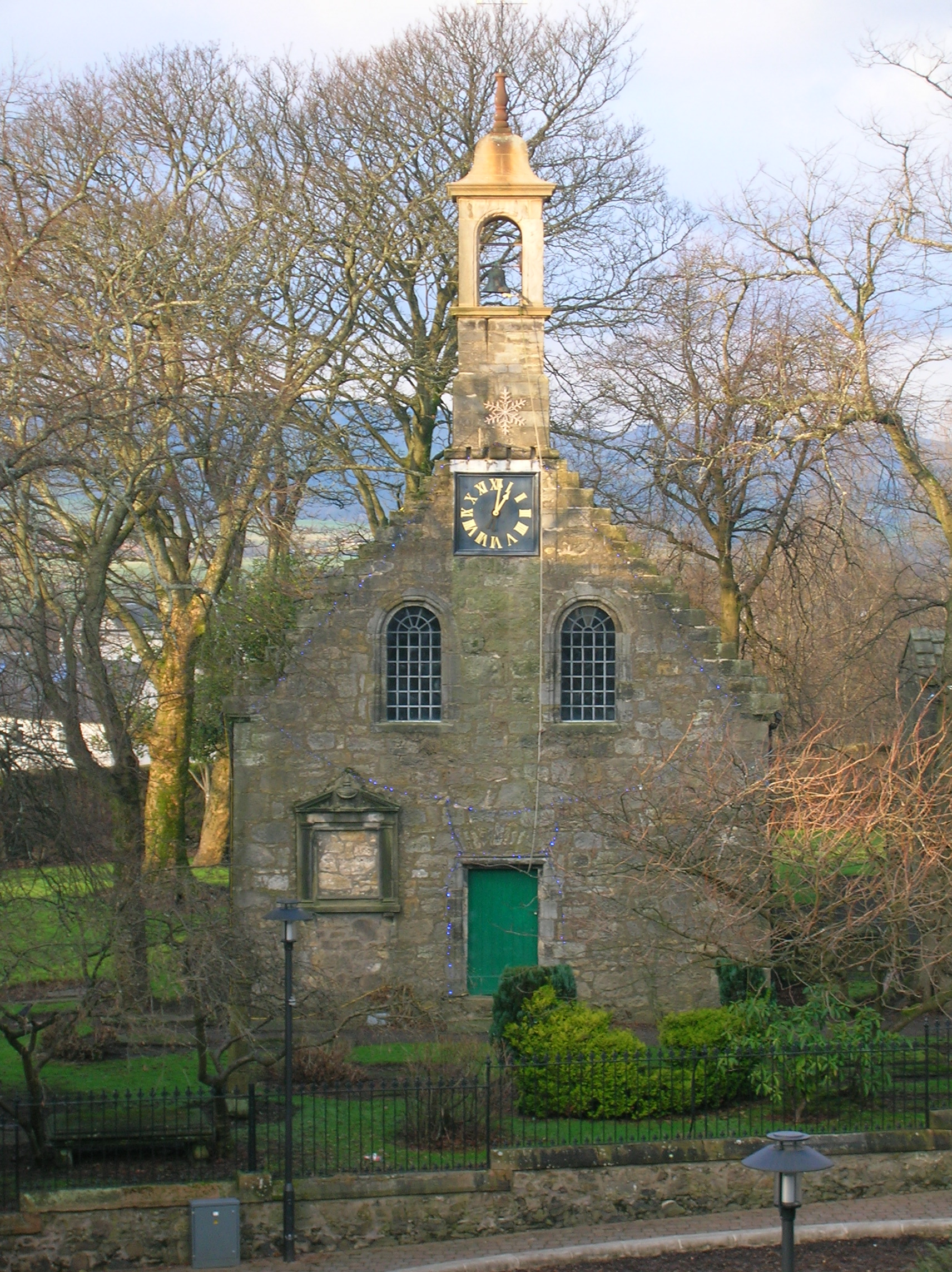
Beith Auld Kirk